# Socalchemmis kastoni
Socalchemmis kastoni is een spinnensoort uit de familie Tengellidae. De soort komt voor in de Mexico.